# Pristimantis wagteri
Espèce
Synonymes
- Eleutherodactylus wagteri Venegas, 2007

Statut de conservation UICN

 EN  : En danger
Pristimantis wagteri est une espèce d'amphibiens de la famille des Craugastoridae.

## Répartition
Cette espèce est endémique de la province de Mariscal Cáceres dans la région de San Martín au Pérou. Elle se rencontre entre 2 870 et 3 000 m d'altitude dans la cordillère Centrale.

## Étymologie
Cette espèce est nommée en l'honneur de Ronald Wagter.

## Publication originale
- Venegas, 2007 : A New Species of Eleutherodactylus (Anura: Leptodactylidae) from the Cordillera Central in Northern Peru. Journal of Herpetology, vol. 41, no 3, p. 394-400.